# 陸爽
陸 爽（りく そう、539年 - 591年）は、北斉から隋にかけての学者・政治家。字は開明。本貫は魏郡臨漳県。高祖父は陸俟。曾祖父は陸騏驎。祖父は陸順宗。父は陸概之。

## 経歴
北斉の霍州刺史の陸概之の子として生まれた。9歳から学問をはじめ、日に二千余言を暗誦した。尚書僕射の楊愔が陸爽を見て、「陸氏の後継ぎはできた人物だ」と評した。17歳のとき、北斉の清河王高岳に召されて主簿となった。殿中侍御史に抜擢され、治書を兼ね、中書侍郎に累進した。北斉が滅ぶと、北周の武帝はかれの名声を聞いて、陽休之・袁叔徳ら十数人とともに召し出した。陸爽は書物数千巻を携えて長安に入り、宣納上士に任ぜられた。
581年、隋が建国されると、太子内直監となり、まもなく太子洗馬に転じた。太子左庶子の宇文愷らとともに『東宮典記』70巻を撰した。南朝陳の使節を長安に迎えると、陸爽は学識を買われて使節の接待にあたった。591年、在官のまま死去した。享年53。上儀同・宣州刺史の位を追贈された。
子に陸法言があったが、太子楊勇が廃位されると、連座して官爵を剥奪された。

## 伝記資料
- 『隋書』巻58 列伝第23
- 『北史』巻28 列伝第16